# Asura antemedialis
Asura antemedialis är en fjärilsart som beskrevs av Embrik Strand 1922. Asura antemedialis ingår i släktet Asura och familjen björnspinnare. Inga underarter finns listade i Catalogue of Life.